# Leucotrieni

LTA_{4} presenta quattro doppi legami, di cui tre coniugati. Questa è una proprietà comune di A4, B4, C4, D4 ed E4.

LTB_{4}

LTC_{4} è un leucotriene cisteinico, così come D4 e E4.

LTD_{4}

LTE_{4}

Sintesi degli eicosanoidi (i leucotrieni sono sulla destra).

I leucotrieni sono molecole lipidiche che contribuiscono ai processi infiammatori e/o ai meccanismi dell'immunità, in particolare nell'asma e nella bronchite: infatti, gli antagonisti sono usati per il trattamento di queste diffuse patologie. Essi chimicamente appartengono alla classe di biomolecole dette eicosanoidi, essendo derivati dell'acido arachidonico (eicosatetraenoico) per azione dell'enzima 5-lipoossigenasi.
La loro produzione è solitamente accompagnata dalla liberazione dell'istamina, anch'essa grandemente implicata nei casi di infiammazione e di asma.
I leucotrieni sono mediatori lipidici aventi azione autocrina (quindi di segnalazione alla stessa cellula che li ha prodotti) e paracrina (di segnalazione a un numero esiguo di cellule adiacenti).

## Tipi
Esempi di leucotrieni sono LTA4, LTB4, LTC4, LTD4, LTE4, e LTF4.
LTC4, LTD4 e LTE4 sono anche chiamati leucotrieni cisteinici per la presenza dell'aminoacido cisteina nella loro struttura. Combinati assieme, per le loro proprietà chimiche, vanno a costituire la SRS-A (slow-reacting substance of anaphylaxis), un composto secreto dai mastociti (e in concentrazioni minori anche dai basofili), durante le reazioni di anafilassi, che è in grado di indurre una lenta contrazione della muscolatura liscia con effetto broncocostrittore.

## Storia e nomenclatura
Il nome leucotriene fu introdotto, nel 1979, dal biochimico svedese Bengt Samuelsson, questo deriva dall'unione del termine leuco- (atto a indicare una molecola o una cellula appartenente al sistema immunitario) e da -triene, terminologia tipica della nomenclatura del carbonio atta a indicare la presenza di tre doppi legami (in questo caso coniugati).
Le prime molecole di questa famiglia a essere descritte tra il 1938 e il 1940 dagli studiosi furono isolate da tessuto polmonare in seguito a una prolungata esposizione a istamina e un veleno di serpente.

## Biochimica

### Sintesi
I leucotrieni sono sintetizzati nelle cellule a partire dall'acido arachidonico dall'enzima 5-lipoossigenasi. Il meccanismo di catalisi prevede l'inserimento di un atomo di ossigeno in una precisa posizione nello scheletro dell'acido di partenza.
Questa reazione è possibile nei leucociti (quindi nei mastociti, negli eosinofili, nei neutrofili, nei monociti e nei basofili). L'acido arachidonico viene prodotto a partire dai fosfolipidi dalla membrana cellulare dalla fosfolipasi A2 (PLA), un enzima Ca++ dipendente. La PLA trasforma i fosfolipidi di membrana in acido arachidonico (ARA), un metabolita comune alle cicloossigenasi (COX) da cui derivano le prostaglandine (PGs), e alle lipoossigenasi (LOX) da cui derivano i leucotrieni (LTs).

### Attività biologiche
I leucotrieni sono coinvolti in reazione asmatiche e allergiche, e agiscono in modo tale da sostenere e amplificare localmente i processi infiammatori. Molti antagonisti dei leucotrieni (quali montelukast e zafirlukast) agiscono bloccandone l'interazione coi rispettivi recettori, allo scopo di bloccarne o limitarne gli effetti nel trattamento dell'asma.
Alcuni leucotrieni come il LTB4 hanno inoltre un ruolo chemiotattico nella diapedesi di neutrofili, aiutando così a indirizzare vari tipi cellulari al tessuto ove è in atto l'infiammazione. Hanno inoltre potenti effetti sulla broncocostrizione, e aumentano la permeabilità vascolare.
Sono in corso ricerche atte a comprendere meglio il ruolo della 5-lipoossigenasi nelle patologie cardiovascolari e neuropsichiatriche.

## Nell'asma
I leucotrieni svolgono un ruolo fondamentale della patofisiologia dell'asma, provocandone l'aggravarsi di sintomi quali:
- diminuzione dell'afflusso di aria alle vie respiratorie;
- aumentata secrezione di muco;
- accumulo di muco;
- broncocostrizione.

### Ruolo dei leucotrieni cisteinici
I recettori dei leucotrieni cisteinici CysLT1 e CysLT2 sono presenti sui mastociti, sugli eosinofili e sulle cellule endoteliali. In seguito dell'interazione con essi, possono stimolare attività proinfiammatorie, e indurre altri disordini come quelli già elencati, diminuendo l'apporto di aria agli alveoli.
Se prodotti in eccesso, i leucotrieni possono anche indurre shock anafilattico.